# Diophantische Approximation
Die mathematische Disziplin der diophantischen Approximation, benannt nach Diophantos von Alexandria, beschäftigt sich ursprünglich mit der Annäherung reeller Zahlen durch rationale Zahlen. Bekannte Sätze in der Theorie der diophantischen Approximation sind der dirichletsche Approximationssatz und der Satz von Thue-Siegel-Roth. Allgemeiner lässt sich das Gebiet definieren als Approximation der Null durch reelle Funktionen mit endlich vielen ganzzahligen Argumenten.
Die Theorie spielt auch eine bedeutende Rolle bei der Frage der Lösbarkeit diophantischer Gleichungen und in der Theorie transzendenter Zahlen. Häufig werden diophantische Ungleichungen betrachtet.
Euler bewies im 18. Jahrhundert, dass die besten rationalen Approximationen reeller Zahlen durch die Näherungsbrüche ihrer regulären Kettenbruchentwicklung gegeben sind (bricht man den Kettenbruch an einer Stelle ab, hat man eine rationale Zahl als Näherung an die reelle Zahl). Dass {\displaystyle {\tfrac {p}{q}}} eine beste Approximation von {\displaystyle x} ist, bedeutet dabei, dass
{\displaystyle \left|x-{\frac {p}{q}}\right|\leq \left|x-{\frac {p'}{q'}}\right|}
für jede rationale Zahl {\displaystyle {\tfrac {p'}{q'}}} mit {\displaystyle 0<q'\leq q} gilt – dass also jede bessere Näherung einen größeren Nenner hat.
Manchmal wird auch folgende Ungleichung für die Definition der besten Näherung verwendet:
Fehler beim Parsen (SVG (MathML kann über ein Browser-Plugin aktiviert werden): Ungültige Antwort („Math extension cannot connect to Restbase.“) von Server „http://localhost:6011/de.wikipedia.org/v1/“:): {\displaystyle \left|q x - p\right| < \left|q^\prime x - p^\prime\right|}

Beste Näherungen im Sinn dieser zweiten Definition sind auch beste Näherungen im Sinn der ersten Definition, aber nicht umgekehrt. Bei regulären Kettenbrüchen sind die {\displaystyle n}-ten Näherungsbrüche beste Näherungen im Sinn der zweiten Definition (siehe Kettenbruch und weitere dort angegebene Resultate).
Joseph Liouville bewies 1844, dass es bei algebraischen Zahlen (Lösungen einer algebraischen Gleichung vom Grad {\displaystyle n} mit ganzzahligen Koeffizienten) eine untere Schranke für die Näherung durch rationale Zahlen gibt, die vom Nenner der rationalen Zahl abhängt und vom Grad der Gleichung:
{\displaystyle \left|x-{\frac {p}{q}}\right|>{\frac {c}{q^{n}}}}
mit einer nur von der zu approximierenden Zahl abhängigen Konstanten {\displaystyle c}. Der Satz lässt sich so interpretieren, dass irrationale algebraische Zahlen nicht „sehr gut“ durch rationale Zahlen approximierbar sind. Liouville gelang damit auch der erste Beweis der Existenz einer transzendenten Zahl, denn findet man eine irrationale Zahl, die sich durch rationale Zahlen „sehr gut“ approximieren lässt (das heißt besser als durch die Beschränkungen des Satzes von Liouville möglich ist), kann sie nicht algebraisch sein (Liouvillesche Zahlen). Der Satz von Liouville wurde im Lauf der Zeit verschärft bis zum Satz von Thue-Siegel-Roth im 20. Jahrhundert mit einem Exponenten {\displaystyle 2+\varepsilon } im Nenner bei der unteren Schranke und einer Konstanten, die zusätzlich von der beliebig kleinen reellen Zahl {\displaystyle \varepsilon } abhing.
Eine obere Schranke für die Näherung durch rationale Zahlen gibt der dirichletsche Approximationssatz: Für jede reelle Zahl {\displaystyle x} gibt es unendlich viele rationale Näherungen {\displaystyle {\tfrac {p}{q}}} mit
{\displaystyle \left|x-{\frac {p}{q}}\right|<{\frac {1}{q^{2}}}.}
Auf der rechten Seite kann der Nenner noch zu {\displaystyle {\sqrt {5}}q^{2}} verbessert werden (Émile Borel), eine weitere Verschärfung ist nach dem Satz von Hurwitz nicht möglich, da es für die Näherung der goldenen Zahl für {\displaystyle cq^{2}} im Nenner mit {\displaystyle c>{\sqrt {5}}} nur endlich viele Lösungen gibt.